# Crucea Secolului

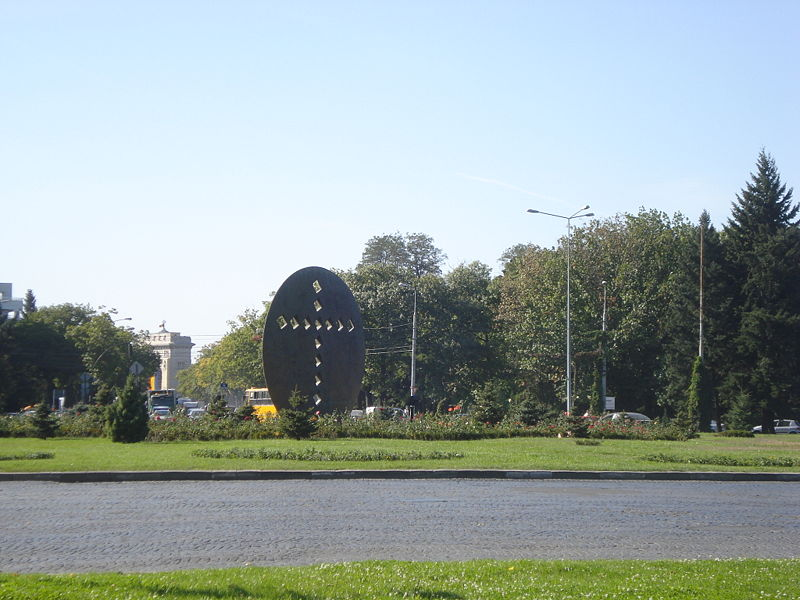
Crucea Secolului
În plan îndepărtat se poate observa Arcul de Triumf.

Crucea Secolului este denumirea unei lucrări de artă monumentală instalată, inițial, în centrul rondului din mijlocul Pieței Charles de Gaulle din București
Monumentul a fost comandat, în 1991, artistului Paul Neagu de către Andrei Pleșu, pe atunci ministru al culturii, și inaugurat în septembrie 1997, cu numele oficial de „Crucea Secolului”. Monumentul constă dintr-un disc lenticular de  bronz de nouă tone, înalt de șase metri, în care sunt decupate o serie de perforații romboidale formând o cruce de lumină și a fost gândit ca monument comemorativ al revoltei anticomuniste de la sfârșitul anului 1989.
Sculptorul Paul Neagu își imagina că rolul profund al monumentului este cel de a crea un triunghi eroic în geografia Capitalei, similar cu parcursul comemorativ „Calea Eroilor” de la Târgu Jiu, închipuit de Brâncuși. Triunghiul eroic, născut prin instalarea Crucii Secolului, ar rezulta din conjuncția simbolică a acesteia cu Arcul de Triumf și cu Monumentul Eroilor Aerului.
Monumentul Crucea Secolului a fost primit cu reticență de mulți bucureșteni, fiind supranumit și biscuitul, nasturele sau aspirina găurită de la Televiziune.
Deoarece, începând din 2011, sub Piața Charles de Gaulle a fost planificată construirea unei parcări subterane, pe trei niveluri, cu 603 locuri, a unui pasaj rutier și a unei zone comerciale, Primăria Capitalei a dorit să reamplaseze monumentul în Parcul Herăstrău. Comisia de Monumente din Ministerul Culturii și Patrimoniului Național nu a fost de acord și a propus ca variantă mutarea temporară a monumentului în scuarul aflat la intersecția Bulevardului Aviatorilor cu Șoseaua Nordului, în fața Ambasadei Chinei, municipalitatea urmând să readucă „Crucea Secolului" în Piața Charles de Gaulle în momentul în care lucrările din zonă vor fi terminate.
După o pregătire de o săptămână, „Crucea Secolului a fost mutată duminică, 06 Februarie 2011 din Piața Charles de Gaulle, în rondul de la intersecției Bd. Aviatorilor/Bd. Beijing. Operațiunea a început la ora 7:20 și s-a finalizat la 9:18, cu participarea unei echipe de peste 60 de persoane (ingineri, lucrători tăieri speciale, macaragii, șoferi, dulgheri). S-a folosit o macara Grove de 55 tone pentru ridicare și un trailer pentru transport.
Ministerul Culturii și Patrimoniului Național consideră că mutarea acestei lucrări fără avizul Ministerului Culturii și Patrimoniului Național și fără acordul moștenitorilor drepturilor de autor asupra acesteia, constituie o încălcare flagrantă a legii și va fi sancționată în consecință.